# Ajuntament de Benavent de la Conca
L'Ajuntament de Benavent de la Conca és una casa consistorial de Isona i Conca Dellà (Pallars Jussà) inclosa a l'Inventari del Patrimoni Arquitectònic de Catalunya.

## Descripció
Edifici entre mitgeres de planta baixa i pis. La planta baixa forma un túnel amb tres arcades de pedra. Sostre amb forjat de bigues rodones de fusta. Hi ha un altre tros amb terra i pedres (tot i que en molt mal estat). Façana arrebossada i pintada. Barana de fusta.

## Història
Aquest edifici es feu servir de presó pels barons d'Orcau.